# 理藩院尚书列表
下表列出清朝理藩院尚书：
| 序号 | 姓名                 | 籍贯   | 上任时间                                  | 任前职务                    | 卸任时间                                  | 卸任原因           |
| ---- | -------------------- | ------ | ----------------------------------------- | --------------------------- | ----------------------------------------- | ------------------ |
| 1    | 博洛                 | 宗室   | 顺治元年 （1644年）                       | 理藩院承政                  | 顺治四年六月己丑 （1647年7月21日）        | 晋封端重郡王       |
| 2    | 尼堪                 | 满洲   | 顺治四年六月戊戌 （1647年7月30日）        | 理藩院左侍郎                | 顺治十年四月戊午 （1653年）               | 休                 |
| 3    | 沙齐达喇             | 满洲   | 顺治十一年十一月辛卯 （1654年12月13日）   | 理藩院右侍郎                | 顺治十三年闰五月戊辰 （1656年7月12日）    | 去世               |
| 4    | 明安答礼             | 蒙古   | 顺治十三年五月己亥 （1656年6月13日）      | 固山                        | 顺治十六年二月丙子 （1659年3月7日）       | 授安南将军驻防荆州 |
| 5    | 明安达礼             | 蒙古   | 顺治十七年十一月丁巳 （1660年12月7日）    | 安南将军驻防荆州            | 顺治十八年九月甲午 （1661年11月9日）      | 改兵部尚书         |
| 6    | 博罗色冷             | 蒙古   | 顺治十八年九月庚子 （1661年11月15日）     | 内大臣                      | 康熙八年二月 （1669年）                   | 免                 |
| 7    | 喀兰图               | 蒙古   | 康熙八年二月 （1669年）                   |                             | 康熙十年五月辛酉 （1671年6月17日）        | 解任，改内大臣     |
| 8    | 阿穆瑚瑯             | 满洲   | 康熙十年三月戊寅 （1671年）               | 理藩院右侍郎                | 康熙二十三年 （1684年）                   |                    |
| 9    | 阿喇尼               | 满洲   | 康熙二十三年九月庚午 （1684年10月15日）   | 镶黄旗蒙古都统 理藩院左侍郎 | 康熙二十九年十一月庚寅 （1690年12月3日）  | 解任               |
| 署理 | 马齐                 | 满洲   | 康熙二十九年十一月庚寅 （1690年12月3日）  | 左都御史                    | 康熙三十年正月乙卯 （1691年2月29日）      | 改兵部尚书         |
| 10   | 班迪                 | 满洲   | 康熙三十年正月乙卯 （1691年2月29日）      | 内大臣                      | 康熙三十九年九月 （1700年）               | 免                 |
| 11   | 哈雅尔图             | 满洲   | 康熙三十九年九月丁巳 （1700年11月8日）    | 左都御史                    | 康熙四十四年正月 （1705年）               | 免                 |
| 12   | 常舒                 | 满洲   | 康熙四十四年正月庚申 （1705年2月18日）    | 吏部右侍郎                  | 康熙四十四年十二月甲辰 （1706年1月28日）  | 革                 |
| 13   | 阿灵阿               | 满洲   | 康熙四十四年十二月甲辰 （1706年1月28日）  | 领侍卫内大臣兼管            | 康熙五十五年十一月癸酉 （1716年12月30日） | 去世               |
| 14   | 赫寿                 | 满洲   | 康熙五十六年四月丙申 （1717年）           | 两江总督                    | 康熙五十八年十一月辛卯 （1720年1月2日）   | 去世               |
| 15   | 隆科多               | 满洲   | 康熙五十九年十一月庚寅 （1720年12月26日） | 步军统领兼                  | 康熙六十一年十二月甲子 （1723年1月19日）  | 改吏部尚书         |
| 16   | 胤禩                 | 宗室   | 康熙六十一年十二月甲子 （1723年1月19日）  |                             | 雍正二年 （1724年）                       |                    |
| 17   | 隆科多               | 满洲   | 雍正二年六月丙子 （1724年）               | 吏部尚书兼理                | 雍正三年七月壬子 （1725年）               | 解任               |
| 18   | 胤禩                 | 宗室   | 雍正三年七月壬子 （1725年）               |                             | 雍正四年 （1726年）                       |                    |
| 19   | 特古忒               |        | 雍正四年 （1726年）                       | 理藩院左侍郎                | 雍正十一年 （1733年）                     |                    |
| 20   | 僧格                 | 汉军旗 | 雍正十一年十二月戊辰 （1734年1月25日）    | 额外侍郎                    | 乾隆三年四月甲申 （1738年5月20日）        | 致休               |
| 21   | 纳延泰               | 蒙古   | 乾隆三年四月辛卯 （1738年5月27日）        | 刑部左侍郎                  | 乾隆二十五年三月己未 （1760年4月29日）    | 革                 |
| 22   | 富德                 | 满洲   | 乾隆二十五年三月己未 （1760年4月29日）    | 定边左副将军                | 乾隆二十七年九月戊子 （1762年11月14日）   | 革                 |
| 23   | 新柱                 | 满洲   | 乾隆二十七年九月己丑 （1762年11月15日）   | 叶尔羌办事都统              | 乾隆二十九年十月乙未 （1764年11月10日）   | 改西安将军         |
| 24   | 託恩多               | 满洲   | 乾隆二十九年十月丙申 （1764年11月11日）   | 署理户部尚书                | 乾隆二十九年十一月丁卯 （1764年12月12日） | 改兵部尚书         |
| 25   | 五吉                 |        | 乾隆二十九年十一月丁卯 （1764年12月12日） | 理藩院左侍郎                | 乾隆三十年十一月甲午 （1766年1月3日）     | 革                 |
| 26   | 新柱                 | 满洲   | 乾隆三十年十一月甲午 （1766年1月3日）     | 西安将军                    | 乾隆三十二年七月己丑 （1767年8月21日）    | 改盛京将军         |
| 27   | 色布腾巴勒珠尔       | 蒙古   | 乾隆三十二年七月己丑 （1767年8月21日）    | 额驸                        | 乾隆三十三年六月乙丑 （1768年7月22日）    | 病免               |
| 28   | 伊勒图               | 满洲   | 乾隆三十三年六月乙丑 （1768年7月22日）    | 喀什噶尔办事大臣            | 乾隆三十四年十月壬申 （1769年）           | 改兵部尚书         |
| 29   | 增海                 | 宗室   | 乾隆三十四年十月壬申 （1769年）           | 福州将军                    | 乾隆三十五年七月丙午 （1770年8月22日）    | 改黑龙江将军       |
| 30   | 温福                 | 满洲   | 乾隆三十五年七月丙午 （1770年8月22日）    | 吏部右侍郎                  | 乾隆三十六年十一月丙辰 （1771年12月25日） | 改武英殿大学士     |
| 31   | 素尔讷               | 满洲   | 乾隆三十六年十一月丁巳 （1771年12月26日） | 户部尚书                    | 乾隆四十一年四月甲子 （1776年6月9日）     | 改左都御史         |
| 32   | 索琳                 | 满洲   | 乾隆四十一年四月甲子 （1776年6月9日）     | 库伦办事大臣                | 乾隆四十一年七月壬申 （1776年8月16日）    | 降理藩院右侍郎     |
| 33   | 伍弥泰               | 蒙古   | 乾隆四十一年七月壬申 （1776年8月16日）    | 正红旗汉军都统              | 乾隆四十一年十月壬寅 （1776年11月14日）   | 绥远将军           |
| 34   | 奎林                 | 满洲   | 乾隆四十一年十月甲辰 （1776年11月16日）   | 镶红旗汉军都统              | 乾隆四十五年三月壬午 （1780年4月7日）     | 改乌鲁木齐都统     |
| 35   | 博清额               | 满洲   | 乾隆四十五年三月乙酉 （1780年4月10日）    | 兵部左侍郎                  | 乾隆五十年六月乙酉 （1785年7月13日）      | 去世               |
| 36   | 留保住               | 满洲   | 乾隆五十年六月丙戌 （1785年7月14日）      | 理藩院右侍郎                | 嘉庆元年三月壬申 （1796年5月3日）         | 病免               |
| 37   | 乌尔图纳逊           | 蒙古   | 嘉庆元年三月壬申 （1796年5月3日）         | 绥远将军                    | 嘉庆二年三月己未 （1797年4月15日）        | 降正黄旗蒙古副都统 |
| 38   | 惠龄                 | 蒙古   | 嘉庆二年三月己未 （1797年4月15日）        | 前户部右侍郎                | 嘉庆四年六月己亥 （1799年7月14日）        | 降兵部右侍郎       |
| 39   | 乌尔图纳逊           | 蒙古   | 嘉庆四年六月己亥 （1799年7月14日）        | 前绥远将军                  | 嘉庆六年五月乙巳 （1801年7月10日）        | 休                 |
| 40   | 额勒登保             | 满洲   | 嘉庆六年五月乙巳 （1801年7月10日）        | 经略大臣                    | 嘉庆七年二月乙卯 （1802年3月17日）        | 改西安将军         |
| 41   | 博兴                 | 满洲   | 嘉庆七年二月乙卯 （1802年3月17日）        | 察哈尔都统                  | 嘉庆十五年三月辛酉 （1810年4月10日）      | 病免               |
| 42   | 佛尔卿额             | 蒙古   | 嘉庆十五年三月辛酉 （1810年4月10日）      | 正红旗汉军都统              | 嘉庆十七年十一月辛未 （1812年12月5日）    | 免                 |
| 43   | 景安                 | 满洲   | 嘉庆十七年十一月辛未 （1812年12月5日）    | 户部左侍郎                  | 嘉庆十八年十一月丁亥 （1813年）           | 改左都御史         |
| 44   | 和世泰               | 满洲   | 嘉庆十八年十一月丁亥 （1813年）           | 总管内务府大臣              | 嘉庆二十一年七月乙卯 （1816年8月30日）    | 免                 |
| 45   | 庆溥                 | 满洲   | 嘉庆二十一年七月乙卯 （1816年8月30日）    | 左都御史                    | 嘉庆二十二年四月壬辰 （1817年6月3日）     | 改热河都统         |
| 46   | 伊冲阿               | 宗室   | 嘉庆二十二年四月壬辰 （1817年6月3日）     | 定边左将军                  | 嘉庆二十二年六月甲戌 （1817年7月15日）    | 改工部尚书         |
| 47   | 晋隆                 | 满洲   | 嘉庆二十二年六月甲戌 （1817年7月15日）    | 领侍卫内大臣                | 嘉庆二十二年七月己巳 （1817年9月8日）     | 革                 |
| 48   | 和世泰               | 满洲   | 嘉庆二十二年七月己巳 （1817年9月8日）     | 总管内务府大臣              | 嘉庆二十四年九月癸酉 （1819年11月1日）    | 改兵部尚书         |
| 49   | 赛冲阿               | 满洲   | 嘉庆二十四年九月癸酉 （1819年11月1日）    | 盛京将军                    | 嘉庆二十五年九月壬戌 （1820年10月15日）   | 改领侍卫内大臣     |
| 50   | 那彦成               | 满洲   | 嘉庆二十五年九月壬戌 （1820年10月15日）   | 仓场侍郎                    | 嘉庆二十五年十月戊子 （1820年11月10日）   | 改吏部尚书         |
| 51   | 和世泰               | 满洲   | 嘉庆二十五年十月戊子 （1820年11月10日）   | 总管内务府大臣              | 嘉庆二十五年十二月丙戌 （1821年1月7日）   | 改福州将军         |
| 52   | 晋昌                 | 宗室   | 嘉庆二十五年十二月丙戌 （1821年1月7日）   | 右宗人                      | 道光元年七月庚戌 （1821年7月30日）        | 改兵部尚书         |
| 53   | 穆克登布（穆爾察氏） | 满洲   | 道光元年七月庚戌 （1821年7月30日）        | 正蓝旗蒙古都统              | 道光二年闰三月己卯 （1822年4月25日）      | 解任               |
| 54   | 禧恩                 | 宗室   | 道光二年闰三月乙酉 （1822年5月1日）       | 户部左侍郎                  | 道光二年六月戊辰 （1822年8月12日）        | 改工部尚书         |
| 55   | 富俊                 | 蒙古   | 道光二年六月己巳 （1822年8月13日）        | 吉林将军                    | 道光四年二月丁酉 （1824年3月3日）         | 改吉林将军         |
| 56   | 穆彰阿               | 满洲   | 道光四年二月丁酉 （1824年3月3日）         | 左都御史                    | 道光六年十二月戊午 （1827年1月8日）       | 改工部尚书         |
| 57   | 英和                 | 满洲   | 道光六年十二月戊午 （1827年1月8日）       | 户部尚书                    | 道光七年七月癸亥 （1827年9月10日）        | 授热河都统         |
| 58   | 富俊                 | 蒙古   | 道光七年七月癸亥 （1827年9月10日）        | 协办大学士                  | 道光十一年八月乙未 （1831年9月15日）      | 改工部尚书         |
| 59   | 博启图               | 满洲   | 道光十一年八月乙未 （1831年9月15日）      | 户部右侍郎                  | 道光十三年五月丁酉 （1833年7月14日）      | 改工部尚书         |
| 60   | 禧恩                 | 宗室   | 道光十三年五月丁酉 （1833年7月14日）      | 革职户部尚书                | 道光十六年七月庚子 （1836年8月30日）      | 改兵部尚书         |
| 61   | 武忠额               | 满洲   | 道光十六年七月庚子 （1836年8月30日）      | 左都御史                    | 道光十六年十一月庚子 （1836年12月28日）   | 改左都御史         |
| 62   | 奕纪                 | 宗室   | 道光十六年十一月庚子 （1836年12月28日）   | 户部左侍郎                  | 道光十七年五月戊寅 （1837年6月4日）       | 改礼部尚书         |
| 63   | 武忠额               | 满洲   | 道光十七年五月戊寅 （1837年6月4日）       | 左都御史                    | 道光十八年八月丙戌 （1838年10月5日）      | 降                 |
| 64   | 赛尚阿               | 满洲   | 道光十八年八月己丑 （1838年10月8日）      | 察哈尔都统                  | 道光二十一年五月己卯 （1841年7月14日）    | 改工部尚书         |
| 65   | 恩桂                 | 宗室   | 道光二十一年五月己卯 （1841年7月14日）    | 左都御史                    | 道光二十二年五月己未 （1842年6月19日）    | 改礼部尚书         |
| 66   | 吉伦泰               | 满洲   | 道光二十二年五月己未 （1842年6月19日）    | 理藩院左侍郎                | 咸丰三年三月壬子 （1853年4月15日）        | 去世               |
| 67   | 恩华                 | 宗室   | 咸丰三年三月壬子 （1853年4月15日）        | 兵部左侍郎                  | 咸丰三年九月庚戌 （1853年10月10日）       | 革                 |
| 68   | 奕湘                 | 宗室   | 咸丰三年九月癸丑 （1853年10月13日）       | 礼部尚书                    | 咸丰五年九月乙丑 （1855年10月15日）       | 改定边左将军       |
| 69   | 联顺                 | 满洲   | 咸丰五年九月乙丑 （1855年10月15日）       | 左都御史                    | 咸丰七年七月甲申 （1857年8月24日）        | 解任               |
| 70   | 赓福                 | 满洲   | 咸丰七年七月甲申 （1857年8月24日）        | 前乌鲁木齐都统              | 咸丰七年八月乙丑 （1857年10月4日）        | 去世               |
| 71   | 肃顺                 | 宗室   | 咸丰七年八月乙丑 （1857年10月4日）        | 左都御史                    | 咸丰八年九月壬午 （1858年10月16日）       | 改礼部尚书         |
| 72   | 瑞常                 | 蒙古   | 咸丰八年九月壬午 （1858年10月16日）       | 左都御史                    | 咸丰八年十二月庚午 （1859年2月1日）       | 改刑部尚书         |
| 73   | 穆荫                 | 满洲   | 咸丰八年十二月庚午 （1859年2月1日）       | 吏部右侍郎                  | 咸丰九年十二月壬寅 （1859年12月30日）     | 改兵部尚书         |
| 74   | 春佑                 | 宗室   | 咸丰九年十二月壬寅 （1859年12月30日）     | 吏部左侍郎                  | 咸丰十年二月己未 （1860年3月16日）        | 改热河都统         |
| 75   | 倭什珲布             | 满洲   | 咸丰十年二月己未 （1860年3月16日）        | 宁夏将军                    | 咸丰十年六月乙亥 （1860年7月30日）        | 改礼部尚书         |
| 76   | 伊勒东阿             | 满洲   | 咸丰十年六月乙亥 （1860年7月30日）        | 工部左侍郎                  | 同治二年正月己巳 （1863年3月11日）        | 改杭州将军         |
| 77   | 存诚                 | 宗室   | 同治二年正月庚午 （1863年3月12日）        | 礼部右侍郎                  | 同治七年六月庚戌 （1868年7月23日）        | 改工部尚书         |
| 78   | 崇纶                 | 汉军旗 | 同治七年六月庚戌 （1868年7月23日）        | 户部左侍郎                  | 同治十年二月庚寅 （1871年4月19日）        | 改工部尚书         |
| 79   | 灵桂                 | 宗室   | 同治十年二月庚寅 （1871年4月19日）        | 左都御史                    | 同治十一年七月己亥 （1872年8月20日）      | 改礼部尚书         |
| 80   | 皁保                 | 满洲   | 同治十一年七月己亥 （1872年8月20日）      | 左都御史                    | 光绪二年十月癸丑 （1876年12月11日）       | 改刑部尚书         |
| 81   | 察杭阿               | 满洲   | 光绪二年十月甲寅 （1876年12月12日）       | 礼部左侍郎                  | 光绪六年十月辛酉 （1880年11月28日）       | 去世               |
| 82   | 志和                 | 满洲   | 光绪六年十月辛酉 （1880年11月28日）       | 左都御史                    | 光绪七年十月癸酉 （1881年12月5日）        | 改兵部尚书         |
| 83   | 麟书                 | 宗室   | 光绪七年十月癸酉 （1881年12月5日）        | 左都御史                    | 光绪九年二月甲寅 （1883年3月11日）        | 改工部尚书         |
| 84   | 额勒和布             | 满洲   | 光绪九年二月甲寅 （1883年3月11日）        | 热河都统                    | 光绪九年六月庚午 （1883年7月25日）        | 改户部尚书         |
| 85   | 乌拉喜崇阿           | 满洲   | 光绪九年六月庚午 （1883年7月25日）        | 左都御史                    | 光绪十年三月庚寅 （1884年4月10日）        | 改兵部尚书         |
| 86   | 延煦                 | 宗室   | 光绪十年三月庚寅 （1884年4月10日）        | 左都御史                    | 光绪十年五月戊子 （1884年6月7日）         | 改礼部尚书         |
| 87   | 崑冈                 | 宗室   | 光绪十年五月戊子 （1884年6月7日）         | 左都御史                    | 光绪十二年二月乙亥 （1886年3月16日）      | 改工部尚书         |
| 88   | 绍祺                 | 满洲   | 光绪十二年二月乙亥 （1886年3月16日）      | 察哈尔都统                  | 光绪十四年十一月戊午 （1888年12月13日）   | 去世               |
| 89   | 嵩申                 | 满洲   | 光绪十四年十一月戊午 （1888年12月13日）   | 户部左侍郎                  | 光绪十五年九月丙辰 （1889年10月7日）      | 改刑部尚书         |
| 90   | 松森                 | 宗室   | 光绪十五年九月丙辰 （1889年10月7日）      | 左都御史                    | 光绪二十年正月壬寅 （1894年3月1日）       | 休                 |
| 91   | 崇礼                 | 满洲   | 光绪二十年正月癸卯 （1894年3月2日）       | 户部左侍郎                  | 光绪二十年八月癸亥 （1894年9月18日）      | 改热河都统         |
| 92   | 啓秀                 | 满洲   | 光绪二十年八月乙丑 （1894年9月20日）      | 盛京兵部侍郎                | 光绪二十四年八月乙未 （1898年9月29日）    | 改礼部尚书         |
| 93   | 裕德                 | 蒙古   | 光绪二十四年八月乙未 （1898年9月29日）    | 左都御史                    | 光绪二十六年八月甲申 （1900年9月8日）     | 改兵部尚书         |
| 94   | 怀塔布               | 满洲   | 光绪二十六年八月甲申 （1900年9月8日）     | 左都御史                    | 光绪二十六年十二月庚子 （1901年1月22日）  | 去世               |
| 95   | 世续                 | 满洲   | 光绪二十六年十二月庚子 （1901年1月22日）  | 工部左侍郎                  | 光绪二十六年十二月甲子 （1901年2月15日）  | 改礼部尚书         |
| 96   | 阿克丹               | 宗室   | 光绪二十六年十二月甲子 （1901年2月15日）  | 兵部左侍郎                  | 光绪二十九年正月丁卯 （1903年2月7日）     | 去世               |
| 97   | 奎俊                 | 满洲   | 光绪二十九年正月丁卯 （1903年2月7日）     | 前四川总督                  | 光绪二十九年八月壬申 （1903年10月11日）   | 改刑部尚书         |
| 98   | 溥兴                 | 宗室   | 光绪二十九年八月癸酉 （1903年10月11日）   | 工部右侍郎                  | 光绪三十一年六月己未 （1905年7月19日）    | 改刑部尚书         |
| 99   | 特图慎               | 蒙古   | 光绪三十一年六月己未 （1905年7月19日）    | 左都御史                    | 光绪三十二年九月甲寅 （1906年11月6日）    | 改镶蓝旗蒙古都统   |
| 序号 | 姓名                 | 籍贯   | 上任时间                                  | 任前职务                    | 卸任时间                                  | 卸任原因           |

## 理藩部尚书
光緒三十二年九月二十日（1906年11月6日）改組，次日全部任命，理藩院改为理藩部，設滿缺尚書一員。
| 序号 | 姓名 | 籍贯 | 上任时间                               | 任前职务 | 卸任时间                          | 卸任原因     |
| ---- | ---- | ---- | -------------------------------------- | -------- | --------------------------------- | ------------ |
| 1    | 寿耆 | 宗室 | 光绪三十二年九月乙卯 （1906年11月7日） | 左都御史 | 宣統三年四月丁丑 （1911年5月7日） | 改組奕劻內閣 |
| 序号 | 姓名 | 籍贯 | 上任时间                               | 任前职务 | 卸任时间                          | 卸任原因     |

## 理藩部大臣
宣統三年四月十日（1911年5月8日）任命組成奕劻內閣，理藩部尚書改為滿缺理藩部大臣一員。
| 序号       | 姓名 | 籍贯   | 上任时间                             | 任前职务     | 卸任时间                             | 卸任原因     |
| ---------- | ---- | ------ | ------------------------------------ | ------------ | ------------------------------------ | ------------ |
| 奕劻內閣 1 | 寿耆 | 宗室   | 宣統三年四月戊寅 （1911年5月8日）    | 理藩部尚書   | 宣统三年闰六月丁巳 （1911年8月15日） | 改荆州将军   |
| 奕劻內閣 2 | 善耆 | 肃亲王 | 宣统三年闰六月丁巳 （1911年8月15日） | 民政大臣     | 宣统三年九月乙亥 （1911年11月1日）   | 奕劻內閣解散 |
| 袁世凱內閣 | 达寿 | 满洲   | 宣统三年九月庚寅 （1911年11月11日）  | 理藩部左侍郎 | 宣统三年十二月戊午 （1912年2月12日） | 清朝覆滅     |
| 序号       | 姓名 | 籍贯   | 上任时间                             | 任前职务     | 卸任时间                             | 卸任原因     |